# الأدب البلوشي
الأدب البلوشي يُعتبر في الغالب من خلال الشعر، والذي يُعتبر بطبيعته شعبياً وأصيلاً. الشعر عند البلوش يُعَدّ أرقى أشكال الأدب.  
الأدب البلوشي هو تذكير بعصور مختلفة من الثقافة والحضارة البلوشية، الحزن والأفراح، وسرد أساطيرهم وأساطيرهم القديمة والقديمة، بما في ذلك قصص هاني وشيه مريد ، مير تشاكار رند ، جيدوك، أسكا (شخصية) من الشاهنامة ، وملحمة دودا وبالاش ممتزجة معًا. 
ومن عظماء الأدب البلوشي، يمكن ذكر ناطق مكراني ، ماست توكلي ، مولاراغام ، زيب مجسي ، عبد الله روانبود وسيد زهور شاه هاشمي ، صبا دشتياري ، مير گُل ناصر خان، منير أحمد باديني وغلام محمد لالزاد البلوشي .